# 林阿琴
林阿琴（1915年9月29日—2020年10月8日），是台灣日治時期中膠彩畫家之一。丈夫為畫家郭雪湖。2020年10月8日太平洋時區凌晨4點30分逝世於美國舊金山。

## 生平
1928年就讀台北第三高等女學校，師承鄉原古統學習膠彩畫，即展露繪畫才華。也因為鄉原古統的介紹，林阿琴認識郭雪湖於1935年春天在圓山神社前結婚。為了支持郭雪湖的藝術生涯，千金小姐出身的她，婚後一肩挑起教養子女和家庭經濟重責。
一九六○年代後，林阿琴以家庭為重心暫停創作，一九七○年代移居美國。育有郭禎祥、郭松棻、郭香美、郭松年四名子女。

## 作品
- 南國
- 黃莢花
- 元宵 台陽獎（1950）

## 影視作品
- 2016年 電視劇《紫色大稻埕》，由傅小芸飾演。